# Tourenski

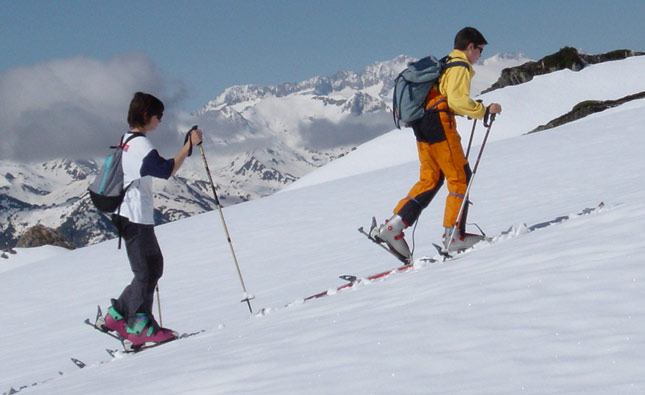
Aufsteigen mit Tourenskiern

Ein Tourenski ist ein spezieller Ski, der bei Skitouren zum Einsatz kommt. Er ist meist kürzer, breiter und weicher als ein üblicher Alpinski, um die Abfahrt im Tiefschnee und Schwünge in nassem Schnee zu erleichtern. Er ist außerdem leichter als ein Pistenski, um einen leichteren Aufstieg zu ermöglichen, allerdings büßt der Ski dadurch an Fahrkomfort für die Piste ein, da er nicht so hart und stabil ist wie der Alpinski. Dies kommt dem Tourenski aber wieder im Tiefschnee zugute. Ein wichtiges Merkmal ist die höher als bei Alpinski aufgewölbte Spitze, die ein Unterschneiden im Tiefschnee verhindern soll.

## Technik

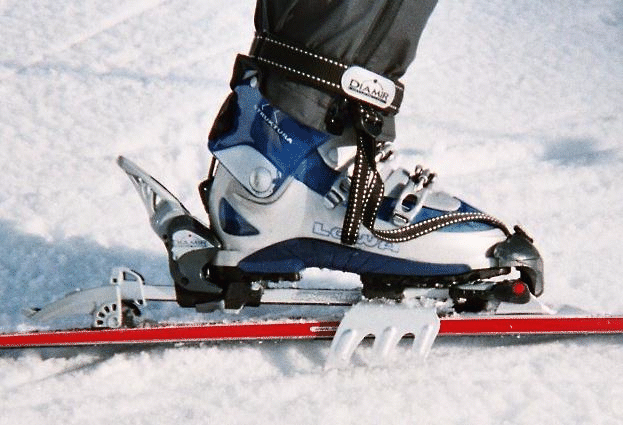
Tourenbindung mit integrierter Steighilfe (links) und montiertem Harscheisen

Für den Aufstieg bei einer Skitour schnallt oder klebt man Skifelle auf die Laufflächen der Ski und sichert sie an den Skispitzen und oft zusätzlich am Skiende gegen Abrutschen. Die Tourenbindung hat ähnliche Sicherheitsmechanismen wie eine Alpinbindung und erlaubt wahlweise ein freies Anheben der Ferse zum Aufstieg oder eine Fixierung in der Abfahrtstellung. Integrierte oder gesondert mitzuführende Steighilfen erlauben die Anpassung an steilere Neigungswinkel der Steigspur durch die Veränderung der Höhe der Fersenauflage. Wegen der begrenzten Wirksamkeit von Skistoppern im Tiefschnee oder auf steilen Harschflächen kommen oft Fangriemen zum Einsatz. Steigfelle und Tourenbindung ermöglichen dem Tourengeher, in einer natürlichen Gehbewegung während des Schrittes den Ski mit geringem Widerstand nach vorne zu schieben, ohne beim nächsten Schritt wieder hangabwärts zurückzurutschen. Auf besonders hartem, sog. harschigem Schnee, kommen auch Harscheisen als Aufstiegshilfen zum Einsatz.